# Programa espacial francês

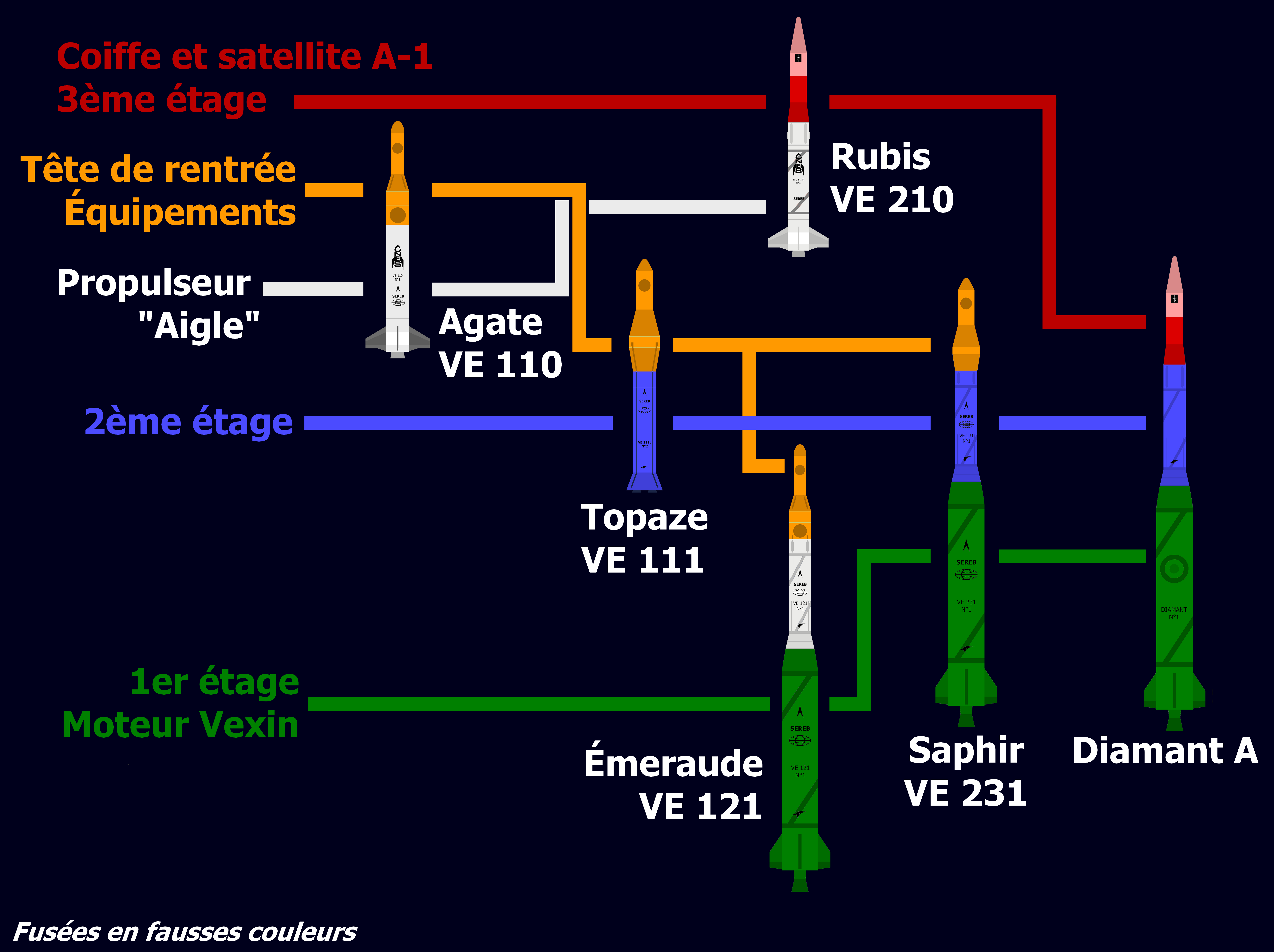
Foguetes do programa Pedras Preciosas da França.

O programa espacial francês, inclui todas as atividades espaciais da França, tanto civis quanto militares. Essas atividades, desde 1970, estão intimamente ligadas a um esforço multinacional na Agência Espacial Europeia. O Centre National d'Études Spatiales (CNES) é responsável por implementar a política e disponibilizar o orçamento para esse objetivo. Orçamento esse que chegou a 1.698 milhões de euros em 2004, dos quais 685 milhões foram usados em programas conduzidos sob a sua supervisão direta.

## Visão geral
O programa espacial francês recebeu investimentos significativos desde o início dos anos 60 devido ao desejo de atingir uma autonomia em relação ao espaço, o que permitiu a ele se posicionar como líder quando uma política espacial genuinamente europeia foi implementada. Apesar de o orçamento espacial francês ter permanecido estagnado desde o início dos anos 2000, ele continua sendo o maior da Agência Espacial Europeia em termos absolutos.
Entre os principais programas no contexto europeu, destacam-se: o foguete lançador Ariane 5, a preparação e o lançamento de foguetes Soyuz a partir do Centro Espacial de Kourou, o Veículo de Transferência Automatizado para abastecer a Estação Espacial Internacional, o sistema de navegação Galileo. Projetos de satélite de defesa são conduzidos a nível local ou em cooperação externa restrita. Outros programas são conduzidos em cooperação mais aberta com outros países, como Estados Unidos, Índia e China.